# Анновский сельский совет (Приазовский район)
Анновский сельский совет (укр. Ганнівська сільська рада) — входит в состав
Приазовского района
Запорожской области
Украины.
Административный центр сельского совета находится в 
с. Анновка.

## История
- 1943 — дата образования.

## Населённые пункты совета
- с. Анновка
- с. Николаевка
- с. Прудентово